# Palpomyia crassinervis
Palpomyia crassinervis är en tvåvingeart som först beskrevs av Johannes Cornelis Hendrik de Meijere 1907.  Palpomyia crassinervis ingår i släktet Palpomyia och familjen svidknott.